# 臼井三平
臼井 三平（うすい さんぺい）は、日本の数学者。大阪大学名誉教授。

## 略歴
京都大学理学部卒（1972年）。同大学院修士課程修了（1974年）。同大学院博士課程修了（1977年）。理学博士。
京都大学非常勤講師、高知大学助手、助教授を経て、大阪大学教授。専門は代数幾何学。主な研究内容は、一般型曲面のTrelli型問題の研究、Hodge構造の数論的群による商の部分コンパクト化の研究、log幾何学を用いた代数多様体およびHodge構造の退化の研究、log Hodge理論による代数多様体の研究。